# Mina (cantante)
Mina Anna Maria  Mazzini (Busto Arsizio, Lombardía, Italia, 25 de marzo de 1940), más conocida por su nombre artístico Mina, es una cantante, actriz y productora musical italo-suiza. Personalidad preeminente de la música pop italiana, apodada la Tigresa de Cremona, es considerada una de las más grandes intérpretes musicales del siglo XX. Es conocida por la calidad de su voz y por haber sido protagonista en los años 1960 y 1970 en numerosos programas de televisión emitidos por la RAI.
Con más de 150 millones de álbumes vendidos, es la artista musical más exitosa de la historia italiana. Durante su carrera, que comenzó a fines de la década de 1950 y aún continúa, Mina ha grabado más de 1500 canciones, recibiendo numerosos premios y reconocimientos e influyendo a multitud de artistas en todo el mundo. 
Desde 1979 vive recluida en su casa de Lugano (Suiza). No ha dado conciertos ni entrevistas televisivas y tampoco se ha dejado ver en público, aunque se mantiene activa publicando casi un álbum por año.

## Biografía
Mina Anna Mazzini nació en Busto Arsizio (en la región italiana de Lombardía), el 25 de marzo de 1940, aunque creció en Cremona, ciudad que le ha valido el sobrenombre popular de «Tigresa de Cremona».

### Escándalo: madre soltera
En 1962 su primer embarazo se convirtió en un escándalo en Italia, ya que Mina y el actor Corrado Pani, padre del niño, no estaban casados. La cadena Rai (radiotelevisión pública italiana) la censuró durante un año, tras el cual, se vio obligada a permitir el regreso de la cantante sobre los escenarios, ya que el público italiano reclamó insistentemente su presencia a través de cartas a la Rai. Volvió con un repertorio más sofisticado y un look renovado. Desde ese momento comenzó su prestigioso triunfo. A finales de esta década se transformó en transgresora, luciendo minifaldas, sin cejas y con acentuado maquillaje en sus enormes ojos. En el período de ostracismo Mina siguió trabajando e interpretando canciones, sobre todo en Alemania.

### Viudez prematura
Después de su primer hijo, Massimiliano Pani (nacido el 18 de abril de 1963, fruto de su relación con el actor italiano Corrado Pani), nació su primera hija, Benedetta (nacida el 11 de noviembre de 1971, fruto de su matrimonio con el periodista Virgilio Crocco, quien falleció dos años más tarde al ser atropellado por un automóvil en EE. UU.).
Desde finales de los años 1970, vive apartada de los focos en Lugano (Suiza), aunque mantiene una prolífica producción de discos grabados en su estudio. Todavía hoy se sigue especulando sobre las razones de su prolongado aislamiento.  

#### Valoración como cantante
Es una de las cantantes más valoradas en Italia por su talento:

Ella es la mejor cantante de raza blanca del planeta (Louis Armstrong, aludiendo a Mina).

Si no tuviera mi voz, querría tener la de una joven cantante italiana llamada Mina (Sarah Vaughan).

Mina es la más grande cantante que existe (Liza Minnelli).

Actualmente, Mina sigue colocando sus creaciones en las listas de éxito sin necesidad de realizar giras promocionales.

## Carrera

### Inicios
Su primera incursión en el mundo de la canción fue en un local del municipio italiano de Pietrasanta llamado La Bussola, con la canción "Un'anima pura". En aquel periodo, bajo la influencia del rock and roll que invadía Italia, grabó en inglés los sencillos "Be Bop A Lula" y "When" con el nombre artístico de Baby Gate.
Debutó en televisión en 1959, en el programa Il musichiere, cantando "Nessuno". En 1960 y en 1961 participó en el Festival de San Remo con las canciones "È vero" y "Le mille bolle blu", respectivamente.

### Éxitos en las décadas de 1960 y 1970

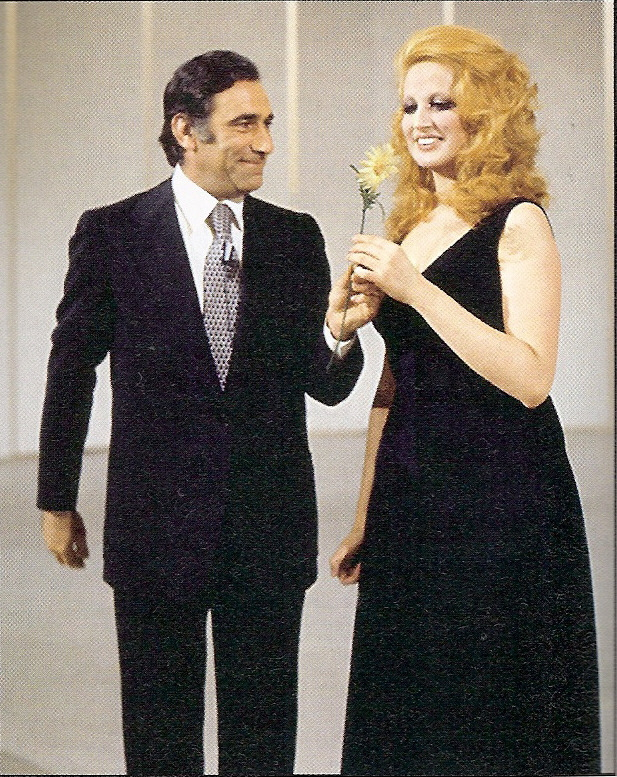
Mina y Alberto Lupo en 1972.

Durante los años sesenta y setenta su popularidad comenzó a crecer. Además de grabar discos de éxitos que siempre alcanzaron los puestos número uno de ventas y que la transformaron en la cantante italiana con más éxitos en hit parade, fue protagonista de numerosísimas transmisiones de televisión como "Sentimentale", "Studio Uno", "Sabato Sera", "Canzonissima", "Teatro 10" y "Milleluci". Al inicio de los años setenta comenzó a pensar en su retiro y rechazó ofertas en programas de televisión, dio por terminada su etapa de giras internacionales y se negó a dar entrevistas. En esta misma década se convirtió, junto a Lucio Battisti, en una de las voces más populares de Italia. Aun así continuó grabando canciones en alemán, español, portugués, francés, inglés, turco y japonés.Durante la década del '70 mientras su fama se acrecentaba mundialmente rechazó giras y propuestas de conciertos en el exterior , así como filmes con Fellini y el participar en "El Padrino" de F.Coppola. También rechazó una propuesta de actuación de Frank Sinatra.
La canción interpretada por Mina "Un anno d’amore" (versión de "C'est irréparable" de Nino Ferrer) fue utilizada por Pedro Almodóvar en su película Tacones lejanos, casi treinta años después, interpretada por Luz Casal. Mina también está nombrada en la película de Dino Risi Il sorpasso / La escapada en 1962. Además colaboró con Luchino Visconti.

### Reclusión en Suiza

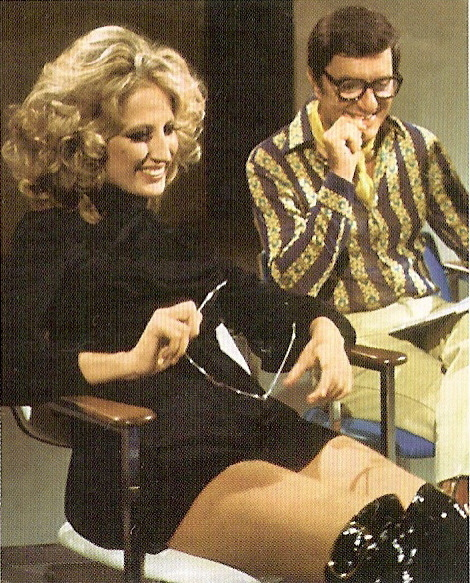
Con Lelio Luttazzi (1923-2010) en una edición de 1974 del programa de variedades de la RAI Ieri e oggi.

En 1974 presentó con Raffaella Carrà su último programa nocturno, Milleluci. 

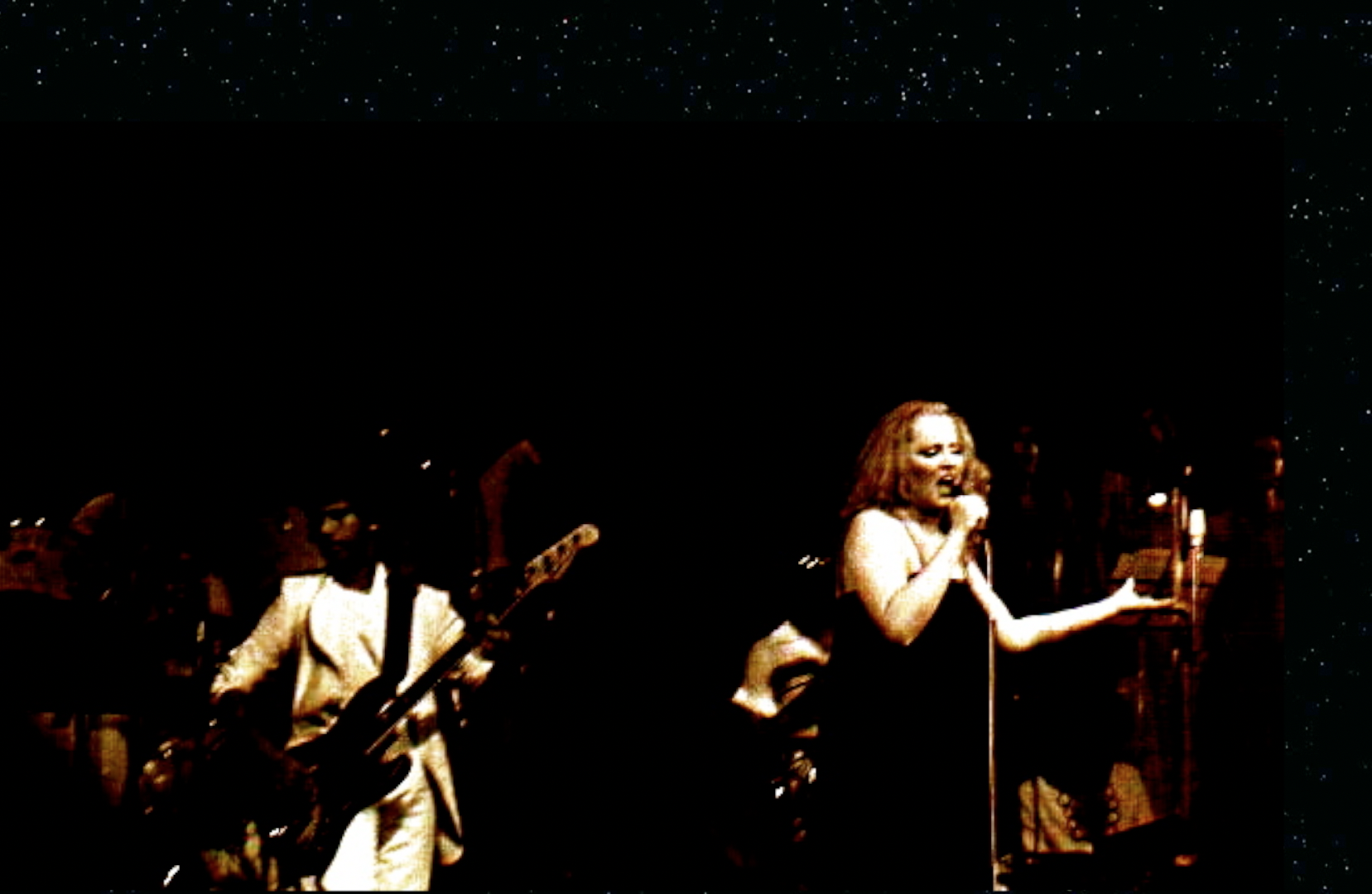
Mina con la orquesta del bajista Pino Presti durante su último concierto en vivo en 1978.

En 1978 tienen lugar sus últimos conciertos públicos en el teatro Bussoladomani en Versilia, y apareció en televisión por última vez interpretando la canción "Ancora, ancora, ancora", que luego sería versionada por Raphael, más tarde por Mónica Naranjo y recientemente por Róisín Murphy. 
En 1967, Mina se trasladó a Lugano, para vivir una vida más tranquila lejos del acoso de los paparazzi de los cuales era víctima constante, abrió su estudio de grabación en Milán ese mismo año, la PDU y en 1981 lo transfirió a Suiza. Ese mismo año inició una relación con Eugenio Quaini, un cardiólogo suizo con el que se casó en 2006.
Obtuvo la ciudadanía suiza en 1989.
En 1984, y a petición de la Rai, graba la canción Rose su rose, la cual fue utilizada como tema de presentación del 34º Festival de la Canción de San Remo.
Cansada de la presión de la fama, y sobre todo de los fotógrafos reporteros que la siguieron desde los principios de la carrera, y con la idea de dedicarse a su familia, Mina optó por apartarse de las cámaras, recluyéndose en su círculo familiar y limitando su actividad como cantante a la grabación de discos, sin actuaciones en vivo.
Desde entonces se ha especulado por las razones de su retiro; en su momento se dijo que quería encubrir su envejecimiento e incluso se conjeturó con que se estaba quedando ciega.

### Cantante prolífica
De 1973 a 1995, Mina publicó un doble disco cada año, alternando versiones y canciones inéditas de cantautores italianos, como Lucio Battisti y Renato Zero, con quien grabó a dúo el tema "Tutti gli zeri del mondo" ("Todos los ceros del mundo"). Sólo en 1996 su producción comenzó a ralentizarse, hasta que el año 2004 fue el primero desde el inicio de su carrera en el que no editó ningún disco. Luego recuperó su ritmo de producción habitual, y en 2009 ha publicado el disco Sulla tua bocca lo dirò, donde se atreve a interpretar fragmentos de diversas óperas.
Su relación con el mercado en lengua española se ha acrecentado en los últimos años. En 2000, grabó a dúo con Mónica Naranjo "Él se encuentra entre tú y yo", una canción que aparece en el tercer álbum de la cantante española, llamado Minage en su honor. En 2001 Mina hizo una presentación desde su estudio de grabación ( Mina in Studio) mostrando como grababa un disco. Una especie de documental que hizo colapsar las conexiones a internet y fue posteriormente editado en VHS y DVD a fines del mismo año. En 2007 Mina edita un álbum con sus éxitos en español y alternando con artistas como Joan Manuel Serrat, el argentino Diego Torres, el brasileño Chico Buarque, así como con Miguel Bosé, en su disco de celebración de los 30 años de carrera musical.
En 2009 se especuló con su regreso, ya que fue la encargada de abrir la 59 edición del Festival de San Remo.
En marzo de 2011, con ocasión del 71 cumpleaños de la cantante, la discográfica EMI publicó para el mercado internacional tres CD en inglés, francés y español, titulándolos respectivamente I am, Je suis y Yo soy. En el año anterior, 2010, el homenaje que le dedicó su sello discográfico se centró en el mercado italiano, destacando la publicación de versiones en vinilo de algunos discos.
En 2016 Mina Mazzini y Adriano Celentano estrenaron el disco «Le Migliori» 18 años después de su último álbum conjunto con el que habían cosechado un gran éxito de ventas.
En los últimos años, es su hijo quien presenta los discos que ella crea con una periodicidad anual. Mina, a su vez, ha colaborado con periódicos y revistas como comentarista respondiendo cotidianamente a los correos electrónicos de sus interlocutores en el blog de la revista Vanity Fair o en el diario La Stampa.
Continúa grabando discos que se ubican siempre en el vértice de Hit Parade, con altísima repercusión no obstante sus 56 años de carrera artística. Un caso poco habitual en cantantes de su generación. Su material es buscado por gran cantidad de coleccionistas y fanes que la siguen en todo el mundo.
Pedro Almodóvar, gran admirador suyo, ha incluido sus canciones en las bandas sonoras de sus películas. Incluso barajó la posibilidad rodar una con su biografía con Marisa Paredes como intérprete principal.
En 2018 vuelve a sorprender una vez más al público reapareciendo en el Festival de San Remo en versión holográfica.
Actualmente una de sus canciones "Città vuota" es usada en la película  Luca de Disney, la cual se estrena desde el 18 de junio de 2021, volviendo a aparecer su música al final de la película recordando su gran voz.
Su tema "Buttare l'amore" es parte de la serie Los Ángeles Ignorantes de Ferzan Öspetek. 

## Filmografía
- 1959: Juke box - Urli d'amore
- 1960: Appuntamento a Ischia
- 1960: Urlatori alla sbarra
- 1960: Madri pericolose
- 1961: Io bacio,.. tu baci
- 1961: Mina... fuori la guardia
- 1962: Appuntamento in Riviera
- 1963: Canzoni nel mondo de Vittorio Sala.
- 1967: Per amore... per magia...

## Discografía oficial

### Álbum – Estudio
- 1960: Tintarella di Luna
- 1960: Il cielo in una stanza
- 1961: Due note
- 1962: Moliendo café
- 1962: Renato
- 1963: Stessa spiaggia, stesso mare
- 1964: Mina
- 1965: Studio Uno
- 1966: Studio Uno 66
- 1966: Mina 2
- 1967: Sabato sera - Studio Uno '67
- 1967: Dedicato a mio padre
- 1968: Mina alla Bussola dal vivo
- 1968: Canzoníssima '68
- 1969: Incontro con Mina
- 1969: Bugiardo più che mai... più incosciente che mai...
- 1970: Quando tu mi spiavi in cima a un batticuore
- 1971: Mina
- 1972: Cinquemilaquarantatre
- 1972: Altro
- 1972: Dalla Bussola
- 1973: Frutta e verdura
- 1973: Amanti di valore
- 1974: Mina®
- 1974: Baby Gate
- 1975: La Mina
- 1975: Minacantalucio
- 1976: Singolare
- 1976: Plurale
- 1977: Mina con bignè
- 1977: Mina quasi Jannacci
- 1978: Mina Live'78
- 1979: Attila
- 1980: Kyrie
- 1981: Salomè
- 1982: Italiana
- 1983: Mina 25
- 1984: Catene
- 1985: Finalmente ho conosciuto il conte Dracula
- 1986: Si, buana
- 1987: Rane supreme
- 1988: Ridi pagliaccio
- 1989: Uiallalla
- 1990: Ti conosco mascherina
- 1991: Caterpillar
- 1992: Sorelle Lumière
- 1993: Lochness
- 1994: Canarino mannaro
- 1995: Pappa di latte
- 1996: Cremona
- 1997: Leggera
- 1998: Mina Celentano
- 1999: Olio
- 2002: Veleno
- 2005: Bula Bula
- 2006: Bau
- 2007: Todavia
- 2009: Facile
- 2010: Caramella
- 2010: Piccola Strenna
- 2011: Piccolino
- 2014: Selfie
- 2016: Le migliori
- 2018: Maeba
- 2019: Mina Fossati
- 2023: Ti amo come un pazzo
- 2024: Gassa d'amante

### Álbum – Versiones
- 1967: Dedicato a mio padre
- 1968: Le più belle canzoni italiane interpretate da Mina
- 1969: I discorsi
- 1969: Mina For You (en inglés)
- 1970: Mina Canta o Brasil
- 1974: Baby Gate (disco de clásicos estadounidenses de los años 50 cantado en inglés) Arreglos de Pino Presti
- 1975: MinacantaLucio (homenaje a Lucio Battisti)
- 1976: Plurale
- 1977: Mina quasi Jannacci (tributo al cantautor Enzo Jannacci) - Arreglos de Gianni Ferrio
- 1993: Mina canta i Beatles
- 1996: Napoli
- 1998: Nostalgias
- 1999: N°0 (tributo a Renato Zero)
- 2000: Dalla Terra (canciones religiosas en latín y castellano)
- 2001: Sconcerto (homenaje a Domenico Modugno, grabado en directo en estudio)
- 2003: Napoli secondo estratto
- 2005: L'allieva (homenaje a Frank Sinatra)
- 2009: Sulla tua bocca lo dirò
- 2013: Mina Christmas Song Book
- 2018:  Paradiso (Lucio Battisti SongBook)

### Álbum – Recopilatorio
- 1964: 20 successi di Mina
- 1964: Mina n.º 7
- 1965: Mina interpretata da Mina
- 1965: Mina & Gaber: un’ora con loro
- 1966: Canta Nápoli
- 1967: 4 anni di successi
- 1969: Incontro con Mina
- 1971: Del mio meglio
- 1973: Del mio meglio n.2
- 1975: Del mio meglio n.3
- 1977: Del mio meglio n.º 4
- 1978: Di tanto in tanto
- 1979: Del mio meglio n.º 5
- 1981: Del mio meglio n.º 6
- 1983: Del mio meglio n.º 7
- 1985: Del mio meglio n.º 8
- 1987: Del mio meglio n.º 9
- 1988: Oggi ti amo di più
- 1994: Mina canta Battisti (recopilación de Lucio Battisti con 2 inéditos)
- 1995: Canzoni d'autore
- 1997: Minantologia
- 1998: Gold
- 1998: Sanremo
- 1998: Studio collection
- 1999: Gold 2
- 2000: Love collection
- 2001: Colección Latina (recopilación en castellano y portugués)
- 2003: In duo (recopilación de dúos)
- 2003: Napoli primo, secondo e terzo estratto (reedición de los dos Nápoli, con dos inéditos)
- 2004: The Platinum Collection (triplo, 1968-1975, 1976-1989, 1990-2003)
- 2006: The Platinum Collection 2
- 2006: Ti amo
- 2006: Ascoltami, guardami (todos los Del mio meglio + Cd inédito + Libro, en total 10 discos)
- 2009: Riassunti d'amore (5 discos)
- 2011: Yo soy Mina
- 2011: Je suis Mina
- 2011:  I am Mina
- 2012: 12 (american song book)
- 2015: The Collection 3.0
- 2017: Tutte le migliori
- 2018: Paradiso (Lucio Battisti Songbook)
- 2020: Orione
- 2020: Cassiopea
- 2022: Encadenados (solo LP)
- 2022 Mina in Studio 2001 - 2021 (solo LP)
- 2022 Dilettevoli eccedenze (LP)
- 2022 The Beatles SongBook

### Álbum – En Directo
- 1968: Alla Bussola dal vivo - Orquesta Augusto Martelli
- 1972: Dalla Bussola - Arreglos de Gianni Ferrio
- 1978: Mina live '78  - Orquesta Pino Presti
- 2001: Sconcerto (homenaje a Domenico Modugno, grabado en directo)